# Shirosato (Ibaraki)

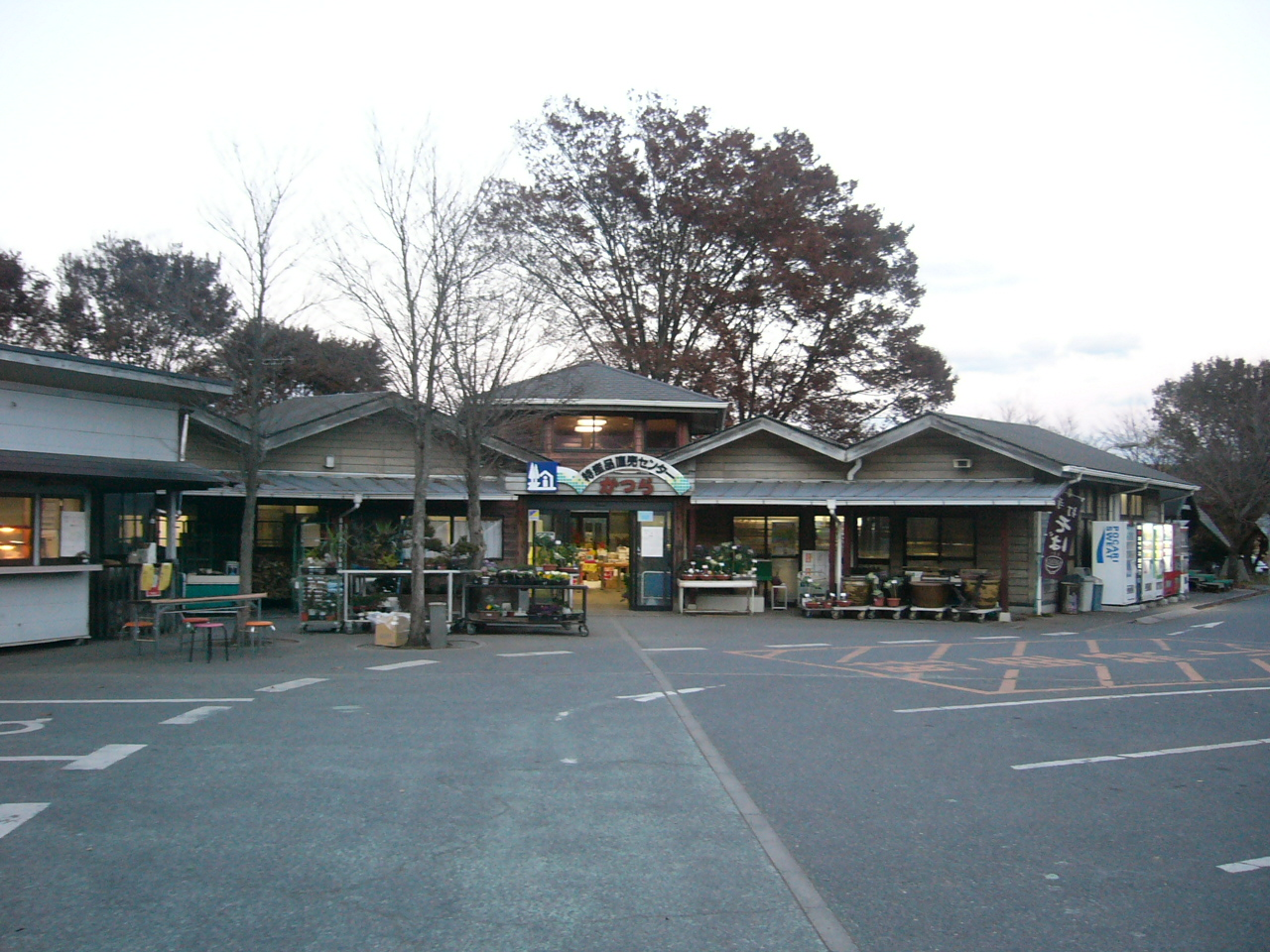
Estación vial Michinoeki-katsura de Gozen-Yama en Shirosato.

 Shirosato  (城里町 Shirosato-machi?)  es una población situada en el Distrito de Higashiibaraki de la Prefectura de Ibaraki en Japón.

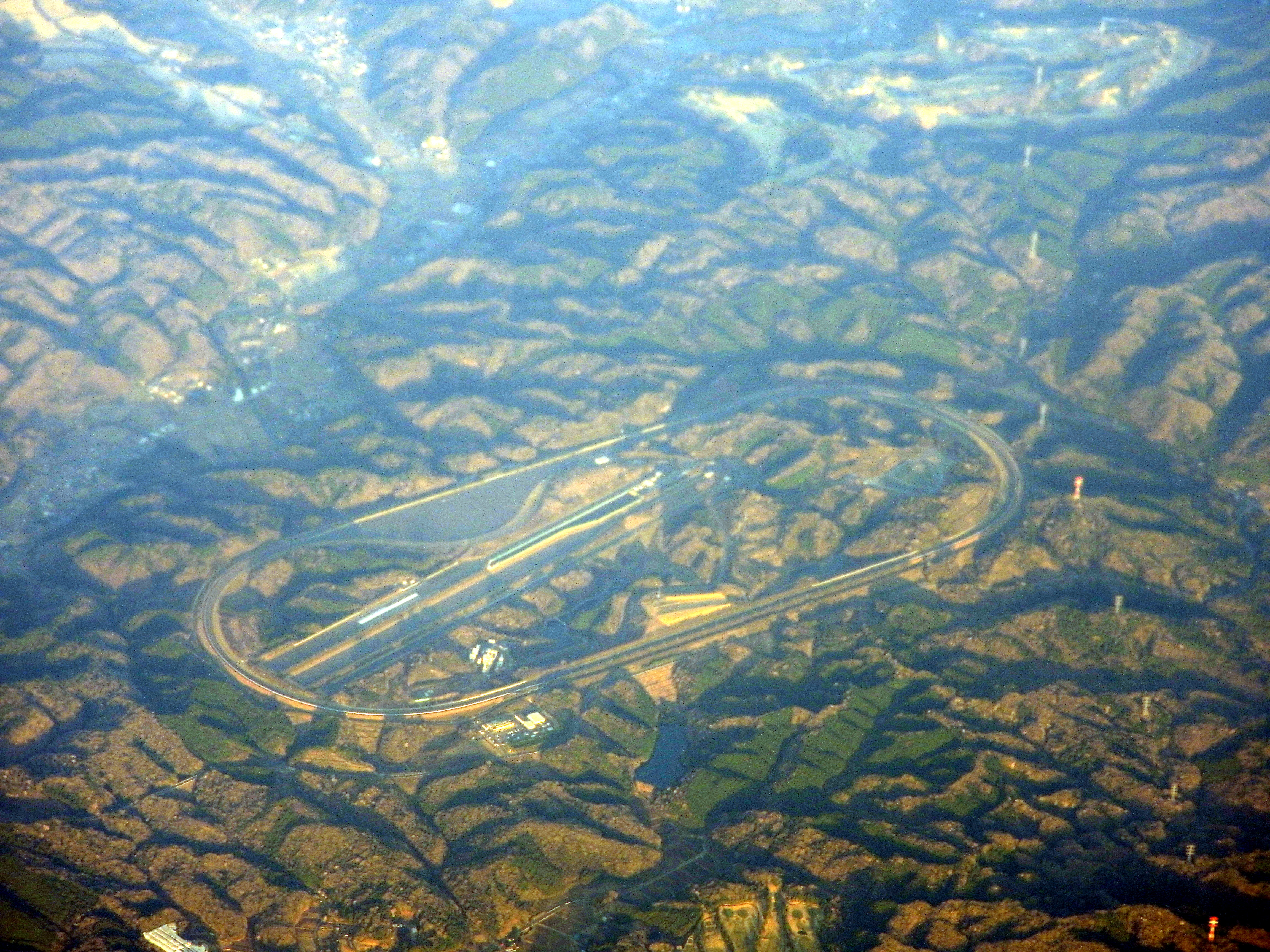
Polígono de pruebas de Japan Automobile Research Institute.

Al 1 de diciembre de 2013 la localidad de Shirosato, tenía una población de 20.516 habitantes y una densidad poblacional de 127 personas por km². La superficie total es de 161,73 km².

## Creación de la población
El pueblo de Shirosato se formó el 1 de febrero de 2005, con la fusión de Jōhoku (常北町 Jōhoku-machi), con Katsura (桂村 Katsura-mura) y con Nanakai (七会村 Nanakai-mura). Las dos primeras poblaciones disgregadas del Distrito de Higashiibaraki (東茨城郡 Higashiibaraki-gun), y la tercera población disgregada del Distrito de Nishiibaraki (西茨城郡 Nishiibaraki-gun), este último distrito fue disuelto el 19 de marzo de 2006.

## Geografía
Al noreste de la población se localiza el río Naka.
La población limita al sur con Kasama (笠間市 Kasama-shi), al sureste con Mito (水戸市 Mito-shi), al este con Naka (那珂市 Naka-shi), al norte con Hitachiōmiya (常陸大宮市 Hitachiōmiya-shi) y al oeste con Motegi (茂木町 Motegi-machi) perteneciente al Distrito de Haga (芳賀郡 Haga-gun) de la Prefectura de Tochigi.

## Transporte
La capital de la prefectura, Mito, está situada a unos 16 km por la Ruta Nacional 123.
Tokio, está situada a unos 125 km de distancia, para llegar a ella (entre otras) se puede acceder por la cercana entrada “Mitokita Sumāto IC” de la ciudad de Mito, a la autopista Jōban Expressway.

## Instituto de Investigación del Automóvil de Japón
La población cuenta con un polígono de pruebas de Japan Automobile Research Institute (JARI), en él se realizan entre otras pruebas: consumo de combustible, emisión de gases de escape, ruidos del vehículo, seguridad, etc.